# Порт-де-Ліля (фільм)
«Порт-де-Ліля» фр. Porte des Lilas) — французький кримінальний фільм, драматична комедія 1957 року режисера Рене Клера, екранізація роману Рене Фале «(фр. La Grande Ceinture)» 1956 року. Це єдиний фільм з участю французького співака Жоржа Брасанса.

## Сюжет
Спокійне життя паризького п'янички Жужу (П'єр Брассер) та його друга — гітариста на прізвисько «Артист» (Жорж Брасанс) різко змінюється, коли в кварталі з'являється озброєний злочинець П'єр Барб'є (Анрі Відаль). Друзі вважають, що неморально здати хворого злочинця поліції і ховають його у підвалі будинку «Артиста». Як віддячить друзям за надану допомогу врятований злочинець?

## Ролі виконують
- П'єр Брассер — Жужу, син мадам Сабатьє
- Жорж Брассенс — Артист, гітарист
- Анрі Відаль — П'єр Барб'є, злочинець
- Дані Карель[fr] — Марія, дочка Альфонса
- Раймонд Бусьєр[fr] — Альфонс, власник бістро, батько Марії
- Аннет Пуавр[fr] — Ненет, сестра Жужу
- Габріель Фонтан[fr] — мадам Сабатьє, мати Жужу

## Навколо фільму
- Пісняр Жорж Брассенс, який у фільмі зіграв роль «Артиста», був розчарований самим процесом фільмування, частими окриками «Тиша !», і необхідністю втілення у особистість, яка не була його суттю. «Я думаю, що громадськість злиться на мене. Віни мають рацію: я повинен творити пісні».

## Нагороди
- 1958 Нагорода Боділ (Данія):
  - найкращий європейський фільм — Рене Клер